# 22 септември (площад)
Площад „22 септември“ представлява кръстовището при пресичането на улиците „Княз Дондуков-Корсаков“ и „Преслав“ в квартал Гроздов пазар в Пловдив в подножието на Сахат тепе и прилежащата малка градина.

## История
Турско име на площада е „Емиш пазар“ (на турски: Yemiş pazar – „Плодов пазар“). По-късно, когато бул. „Руски“ е бил околовръстно шосе на Пловдив, на пазара са продавали грозде и мястото е известен с името „Гроздов пазар“.
През 1930-те, поради близостта си до новия булевард „Руски“ – основна артерия „север-юг“ след построяване на Новия мост, на площада се формира пловдивската автогара (известна с името агенцията). Пространството на и около площада служи за автогара на града до построяване на основната автогара „Юг“ през 1959 г. и автогара „Север“ през 1970 г. След това площадът носи името „Вела Благоева“.
В началото на 1990-те години на площада са открити първите обменни бюра в Пловдив, което става причина мястото да бъде често споменавано в криминалните хроники.
От 22 септември 2008 г. в чест на Обявяване на независимостта на България площадът носи името „22 септември“. Освен ново име, площадът се сдобива и с нов символ Колона на независимостта.
През 2009 г. общинският съвет решава в градинката на Гроздовия пазар да бъде издигнат паметник на архитект Йосиф Шнитер, считан за основоположник на съвременната архитектура на Пловдив. Проектът е на скулптора Цвятко Сиромашки.

## Колона на независимостта
През 2008 г. на площада е поставена Колона на независимостта. Тя е дело на скулптора Николай Савов и символизира държавността. Колоната е с диаметър 50 см, височина 2,8 м и тежи 4 тона. Завършва с капител, на който с римски и арабски цифри са изписани датите 22 септември 1908 и 22 септември 2008 г. Под датите е издълбан надписът „100 години независима България“.

## Галерия
- Площад „22 септември“
- Колона на независимостта
- Паметник на Йосиф Шнитер